# 瓦尔迪维耶讷
瓦尔迪维耶讷（法語：Valdivienne，法語發音：[valdivjɛn]）是法国新阿基坦大区维埃纳省的一个市镇，属于蒙莫里永区。

## 地理
瓦尔迪维耶讷（46°30'26"N, 0°38'13"E）面积61.24 平方千米，位于法国新阿基坦大区维埃纳省，该省份为法国中西部省份，北起曼恩-卢瓦尔省和安德尔-卢瓦尔省，西接德塞夫勒省，南至夏朗德省，东南接上维埃纳省，东临安德尔省。
与瓦尔迪维耶讷接壤的市镇（或旧市镇、城区）包括：沙佩勒维维耶、绍维尼、锡沃、弗勒雷、洛迈泽、普耶、泰尔塞。

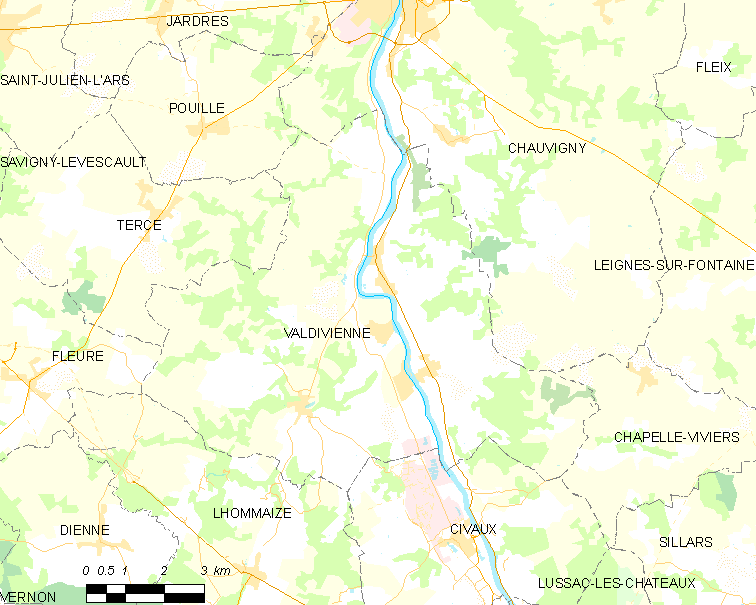
瓦尔迪维耶讷的OSM定位图

瓦尔迪维耶讷的时区为UTC+01:00、UTC+02:00（夏令时）。

## 行政
瓦尔迪维耶讷的邮政编码为86300，INSEE市镇编码为86233。

## 政治
瓦尔迪维耶讷所属的省级选区为绍维尼县。

## 人口

1962-2008年间瓦尔迪维耶讷人口变化图示

瓦尔迪维耶讷于2022年1月1日时的人口数量为2728人。